# الحصار الاقتصادي السوفيتي على ليتوانيا
الحصار الاقتصادي السوفيتي على ليتوانيا (بالليتوانية: Lietuvos ekonominė blokada) حصار اقتصادي فرضه الاتحاد السوفيتي على ليتوانيا في الفترة ما بين 18 إبريل و2 يوليو 1990 عقابًا لها على عدم إلغاء إعلان استعادة الاستقلال الذي تبناه حزب إعادة التأسيس الليتواني في 11 مارس 1990.
بحلول أواخر الثمانينيات، بدأ ميخائيل غورباتشوف -زعيم الاتحاد السوفيتي- لَبرلة النظام السياسي للاتحاد السوفيتي. بعد منح المزيد من الحريات، برزت الحركات التي دعت جوهريًا للحكم الذاتي أو الاستقلال ضمن الاتحاد السوفيتي. إن زيادة الوعي واعتراف الاتحاد السوفيتي بالبروتوكولات السرية للاتفاق الألماني السوفيتي قد أجج غضب دول البلطيق التي وقعت ضحيةً للاتفاق. أضحت حركة سايدويس القوة السياسية المهيمنة في ليتوانيا آنذاك، وانضم إليها بعد وقت قصير الحزب الشيوعي الليتواني المنشق. تبنت هذه الأحزاب قانون إعادة تأسيس دولة ليتوانيا (قانون) في 11 مارس 1990.
استاء الكرملين من هذه التطورات في ليتوانيا وطالب بإلغاء القانون، وطلب تجاهل الحكومة الليتوانية حتى بعد منحها حق الانفصال في الدستور السوفيتي. وبينما أصرت ليتوانيا على معاملتها كشريك دولي، رأى الاتحاد السوفيتي أنها قضية انفصالية داخلية. وأصدر غورباتشوف أمرًا لتعزيز مراقبة الحدود وتدعيم القوات في ليتوانيا، وعندما لم يتراجع الليتوانيون عن عمليات الاستقلال، قرر غورباتشوف إصدار إنذار نهائي في 13 أبريل مطالبًا فيه الليتوانيين بالتنازل عن القانون خوفًا من العقوبات الاقتصادية. وبما أن الاتحاد السوفيتي لم يكن راضيًا عن اقتراح ليتوانيا، بدأ الحصار في 18 أبريل 1990 في الساعة 21:25.
كان الحصار الاقتصادي سببًا في تقييد أو إلغاء الإمدادات المركزية من موارد الطاقة السوفيتية التي كانت ليتوانيا تعتمد عليها اعتمادًا بالغًا، فضلًا عن الكهرباء والمواد الغذائية والأدوية (والتي أثرت أيضًا إلى حد أقل بكثير على أوبلاست كالينينغرادسكايا). أغلق الاتحاد السوفيتي الحدود أيضًا وحجب الحسابات المصرفية الخاصة بليتوانيا. ومع ذلك، فإن الضغط الدولي على ليتوانيا والاتحاد السوفيتي لبدء التفاوض للخروج من تلك الأزمة، والعجز الشديد في الجمهورية المتمردة، فضلًا عن اشتداد حركات السيادة الداخلية داخل جمهوريات الاتحاد السوفيتي الأربع عشرة الأخرى بالأخص في جمهورية روسيا الاتحادية الاشتراكية السوفيتية، كل ذلك قد ساهم بتخفيف الحصار في منتصف يونيو، وأجبر البرلمان الليتواني على تعليق مفعول القانون، ورُفعت العقوبات في نهاية المطاف في 2 يوليو. بيد أن المفاوضات التي طال انتظارها لم تسفر عن أي نتائج. إن دور الأقليات (وخاصة البولنديين) في الحصار غير واضح ولكن البعض يخمن أن الأقلية البولندية كانت تُعامل معاملة تفضيلية من جانب الاتحاد السوفيتي.
وعلى الرغم من قصر مدة الحصار، كان له آثار عميقة على ليتوانيا. تجاوزت الخسائر الإجمالية الناجمة عن الحصار المفروض على الجانب الليتواني 500 مليون روبل أو 1.5% من الناتج القومي الإجمالي. وفقد الآلاف من العمال وظائفهم أو كانوا يتسكعون في مصانعهم بسبب نقص الإمدادات. تفاوتت الآثار على تحولات السوق - فقد أجبر الحظر ليتوانيا على مركزة إدارتها وتوسيع أنظمة الموارد، بينما أقامت المؤسسات من ناحية أخرى شراكات مع شركات زميلة، وأقامت ليتوانيا علاقات مع جمهوريات أخرى ما شكل نقطة تحول نحو الاقتصاد الرأسمالي. جعل الحصار ليتوانيا تبحث عن طرق أخرى لاستيراد النفط والبدء في الاستغلال الصناعي لمواردها.

## خلفية
بعد وقت قصير من توقيع ألمانيا والاتحاد السوفيتي اتفاق مولوتوف-ريبنتروب عام 1939، احتُلت دول البلطيق وأُدمجت ضمن الاتحاد السوفيتي؛ وعلى الرغم من أن دول البلطيق بقيت لأكثر من 40 سنة كجزء من الاتحاد السوفيتي، إلا أنها اختلفت بعض الشيء عن بقية دول الاتحاد السوفيتي بعد نهاية الاتحاد.
بعد انتخاب ميخائيل غورباتشوف زعيمًا للحزب الشيوعي في الاتحاد السوفيتي عام 1985، أدخلت الحكومة السوفيتية بعض تدابير اللبرلة تدريجيًا، بما في ذلك بيريسترويكا وغلاسنوست. ونتيجة لهذه الجهود، بدأت المظاهرات الحاشدة في الظهور في معظم جمهوريات الاتحاد السوفيتي. في دول البلطيق، تحولت الاحتجاجات –التي كانت في البداية ضد مشاريع الحكومة المركزية غير الصديقة للبيئة- لتأخذ طابعًا سياسيًا، بحيث بدأت سايدويس بحلول أواخر صيف عام 1988، الحركة التي كانت في البداية لصالح البيريسترويكا، بالمطالبة بإضفاء الشرعية على العلم الليتواني ما بين الحربين العالميتين، واستقالة حكومة الجمهورية، وطالبت بسيادة ليتوانيا، وفي أوائل 1989، كانت الحركة تتظاهر بالفعل من أجل الاستقلال عن الاتحاد السوفيتي.
نُفذت هذه المطالب في نهاية المطاف. وفي نوفمبر 1988، أنشأ مجلس الاتحاد السوفيتي الأعلى في جمهورية ليتوانيا الاشتراكية السوفيتية العلم الثلاثي اللون علمًا للجمهورية. وفي مايو 1989، أصدرت الجمهورية إعلان سيادة انتهك صراحةً المادة 74 من دستور 1977، التي تنص أن القانون السوفيتي ينبغي أن يسود في حالة تنازع التشريعات، ولم يتخذ المسؤولون في الكرملين أي إجراءات، بل على العكس من ذلك، قدم الاتحاد السوفيتي في نوفمبر 1989 بعض التنازلات بالموافقة على خطة للاستقلال المالي والاقتصادي لجمهوريات البلطيق.
وفي الوقت نفسه، أفشت اكتشافات في ليتوانيا عن البروتوكولات السرية لميثاق مولوتوف-ريبنتروب واعترف الاتحاد السوفيتي رسميًا بوجودها في ديسمبر 1989، عقب مداولات أجرتها لجنة مختارة في مؤتمر نواب الشعب، وأعلن أنها «غير مقبولة قانونيًا وباطلة منذ لحظة التوقيع عليها».
في نهاية المطاف، واجه غورباتشوف مشاكل داخل حزبه. في ديسمبر 1989، أعلن ألجيرداس برازوسكاس، زعيم الحزب الشيوعي الليتواني استقلال حزبه عن الحزب الشيوعي السوفيتي رغم المناشدات التي رفعها غورباتشوف الداعية لعدم القيام بذلك. أرسلت اللجنة المركزية للحزب الشيوعي السوفيتي غورباتشوف إلى فيلنيوس لإخماد ثورة الحزب؛ بيد أن غورباتشوف لم يخفق فقط بإخضاع متمردي الحزب، بل شجع ذلك الفشل الذريع الليتوانيين على الضغط أكثر من أجل نيل الاستقلال.

## استعادة الاستقلال
وفي أعقاب الاستنتاجات التي توصل إليها البرلمان السوفيتي بشأن ميثاق مولوتوف-ريبنتروب، أعلنت ليتوانيا في 7 فبراير 1990 أن الإعلان الذي جعل ليتوانيا تنضم إلى اتحاد الجمهوريات الاشتراكية السوفياتية لا يمثل إرادة الليتوانيين وبالتالي كان لاغيًا. بعد شهر، في 11 مارس، أصبحت ليتوانيا أول جمهورية تستعيد استقلالها عن الاتحاد السوفيتي. وكان الهدف من هذا التوقيت هو استباق انتخاب رئيس اتحاد الجمهوريات السوفيتية الاشتراكية. عندما وجهت فيلنيوس دعوة إلى الكرملين لبدء مفاوضات تتعلق باستعادة الاستقلال في اليوم التالي، أغضب ذلك القيادة السوفيتية وطالبت بالتخلي عن إعلان الاستقلال، بيد أن ليتوانيا رفضت الطلب واستأنف زعيمها فيتاوتاس لاندسبيرجيس الطلب. حذر غورباتشوف لاحقًا، في محاولة لثني ليتوانيا عن الانفصال، من أنه إذا أقدمت ليتوانيا على فعلتها، فإن الاتحاد السوفيتي سيتنازع بشدة على فيلنيوس وكلايبدا اللتين لم تكونا جزءًا من ليتوانيا قبل اتفاق مولوتوف-ريبنتروب (تكرر الموضوع في خطابات غورباتشوف اللاحقة).
في حين رأت دول البلطيق أن الاستقلال هو قانون استعادة ويجب أن يُنظم بالقانون الدولي فقط الذي اعتبرها بدوره محاولة للانفصال عن الاتحاد السوفيتي، ونتيجة لذلك، أعلنت الدورة الثالثة لمؤتمر نواب الشعب أن هذا القانون غير دستوري وأعلنت أنه أي تصريحات انفرادية بالاستقلال لاغية إلى حين اعتماد قانون ينظم الانفصال. وقد ردت حكومة لاندسبيرجيس على الفور برسالة أكدت أن قرار مؤتمر نواب الشعب غير قانوني وأصرت على إجراء محادثات على قدم المساواة بين الاتحاد السوفيتي وليتوانيا. بالإضافة لذلك، رفض الاتحاد السوفيتي بشدة مقترح جورج بوش لتهدئة الحالة بتنظيم استفتاء على الاستقلال.
مع تصاعد التوتر وخروج الوضع عن نطاق السيطرة، في أواخر مارس، أمرت الحكومة السوفيتية بتعزيز القوات في ليتوانيا، وأدخلت الدبابات إلى شوارع فيلنيوس واستولت على بعض المباني الاستراتيجية، بما في ذلك مكتب المدعي العام، ومطار فيلنيوس، والمعهد التاريخي للحزب، ومقر الحزب الشيوعي الليتواني ودوائر طباعة الصحف والمجلات الرئيسية للجمهورية. بالإضافة إلى ذلك، أصدر غورباتشوف مرسومًا يأمر فيه ضباط المخابرات الروسية بتعزيز مراقبة حدود ليتوانيا (والذي تتضمن أيضًا إغلاق المعبر الحدودي الوحيد مع بولندا في 3 أبريل) وأمر السكان بتسليم بنادق الصيد وأمر جميع الأجانب بتسليمها. ومايزال غورباتشوف يسعى إلى التوصل إلى حل توفيقي مع الليتوانيين عبر التفاوض سرًا مع ألجيرداس برازوسكاس، الذي أصبح آنذاك نائب رئيس وزراء ليتوانيا؛ بيد أن زعيم الاتحاد السوفيتي تراجع بعد أن طلب برازاوسكاس مبلغًا باهظًا كتعويضات.